# Sorrell Booke
Sorrell Booke (Buffalo (New York), 4 januari 1930 – Sherman Oaks (Californië), 11 februari 1994) was een Amerikaans acteur.

## Loopbaan
Booke speelde de rol van 'Boss' Hogg in de serie The Dukes of Hazzard. Ook was in hij in de jaren zeventig te zien in series als All in the Family, M*A*S*H, Gunsmoke en Kung Fu.
Hij overleed op 64-jarige leeftijd aan de gevolgen van kanker in de dikke darm.

## Filmografie
- Bonkers televisieserie - Boss Hoss (Afl., Love Stuck, 1993)
- Civil Wars televisieserie - Rol onbekend (Afl., Alien Aided Affection, 1993)
- Tiny Toon Adventures: How I Spent My Vacation (Video, 1992) - Big Daddy Boo (Voice-over)
- Rock-a-Doodle (1991) - Pinky (Voice-over)
- Gravedale High televisieserie - Rol onbekend (Voice-over, 1990-1991)
- Smurfs televisieserie - Addiotionele stemmen (Voice-over, 1981-1990)
- Full House televisieserie - Lionel (Afl., Our Very First Christmas Show, 1988)
- Scooby-Doo Meets the Boo Brothers (televisiefilm, 1987) - Sheriff Rufus Buzby/T.J. Buzby
- Crazy Like a Fox televisieserie - Rol onbekend (Afl., The Fox Who Saw Too Much, 1986)
- You Again? televisieserie - Roger Davidson (Afl., Small Change, 1986)
- Newhart televisieserie - Sheik (Afl., Geezers in the Band, 1985)
- The Dukes of Hazzard televisieserie - Jefferson Davis 'Boss' Hogg (1979-1985)
- Alice televisieserie - Boss Hogg (Afl., Mel Is Hogg-Tied, 1983)
- The Dukes televisieserie - Jefferson Davis 'Boss' Hogg (Voice-over, 1983)
- Disneyland televisieserie - Principal Dilk (Afl., Freaky Friday: Part 1 & 2, 1982)
- Disneyland televisieserie - Presiding judge (Afl., The Cat from Outer Space: Part 1 & 2, 1982, niet op aftiteling)
- The Love Boat televisieserie - Lucius Kergo (Afl., The Mallory Quest/Two Hours/The Offer/Julie, the Vamp: Part 1 & 2, 1980)
- Bigfoot and Wildboy televisieserie - Rol onbekend (Afl., Outlaw Bigfoot, 1979)
- What's Happening!! televisieserie - Mr. Finley (Afl., Basketball Brain, 1978)
- The Rockford Files televisieserie - Wade G. Ward (Afl., The Jersey Bounce, 1978)
- Soap televisieserie - Charles Lefkowitz (4 afl., 1978)
- The Cat from Outer Space (1978) - Presiding judge (Niet op aftiteling)
- Record City (1978) - Coznowski
- Good Times televisieserie - Mr. Galbraith (Afl., I Had a Dream, 1978)
- Little House on the Prairie televisieserie - Mr. Watson (Afl., I Remember, I Remember, 1978)
- All in the Family televisieserie - Joseph Sanders (4 afl., 1974, 2 keer 1975, 1977)
- The Greatest Thing That Almost Happened (televisiefilm, 1977) - Samuelson
- The Other Side of Midnight (1977) - Lanchon
- Columbo: The Bye-Bye Sky High I.Q. Murder Case (televisiefilm, 1977) - Bertie Hastings
- Kingston: Confidential televisieserie - Rol onbekend (Afl., Triple Exposure, 1977)
- The Amazing Howard Hughes (televisiefilm, 1977) - Fiorello LaGuardia
- Baa Baa Black Sheep televisieserie - Father Phillipe (Afl., Poor Little Lambs, 1977)
- Rich Man, Poor Man - Book II televisieserie - Phil Greenberg (Afl. onbekend, 1976-1977)
- Once Upon a Brothers Grimm (televisiefilm, 1977) - King of Hesse
- Freaky Friday (1976) - Mr. Dilk
- The Bob Newhart Show televisieserie - Mr. Perlmutter (Afl., Send This Boy to Camp, 1976)
- Special Delivery (1976) - Hubert Zane
- Brenda Starr (televisiefilm, 1976) - A.J. Livwright
- Harry O televisieserie - Edward Tabor (Afl., The Mysterious Case of Lester and Dr. Fong, 1976)
- Mastermind (1976) - Max Engstrom
- The Streets of San Francisco televisieserie - Quincy Lloyd (Afl., Murder by Proxy, 1975)
- On the Rocks televisieserie - Judge (Afl., Pilot, 1975)
- The Manchu Eagle Murder Caper Mystery (1975) - Dr. Melon
- Adventures of the Queen (televisiefilm, 1975) - Robert Dwight
- Kolchak: The Night Stalker televisieserie - Mr. Eddy (Afl., Legacy of Terror, 1975)
- Archer televisieserie - Leo Berkowitz (Afl., The Arsonist, 1975)
- Police Story televisieserie - Herbie (Afl., Incident in the Kill Zone, 1975)
- The Manhunter televisieserie - Rol onbekend (Afl., The Truck Murders, 1974)
- Bank Shot (1974) - Al G. Karp
- Devil Times Five (1974) - Harvey Beckman
- The Take (1974) - Oscar
- The Last Angry Man (televisiefilm, 1974) - Dr. Max Vogel
- Dr. Max (televisiefilm, 1974) - Dr. Scott Herndon
- Columbo: Swan Song (televisiefilm, 1974) - J.J. Stringer
- Kung Fu televisieserie - Sheriff Hodges (Afl., A Dream Within a Dream, 1974)
- The Iceman Cometh (1973) - Hugo Kalmar
- The New Dick Van Dyke Show televisieserie - Otto (Afl., Dick in Deutsch, 1973)
- The New Perry Mason televisieserie - Rol onbekend (Afl., The Case of the Horoscope Homicide, 1973)
- Young Dr. Kildare televisieserie - Rol onbekend (Episode 5 februari 1973)
- Alias Smith and Jones televisieserie - Conrad Meyer Zulick (Afl., The Strange Fate of Conrad Meyer Zulick, 1972)
- Gunsmoke televisieserie - Gerald Pandy (Afl., Milligan, 1972)
- All in the Family televisieserie - Mr. Bennett (Afl., Archie and the Editorial, 1972)
- Temperatures Rising televisieserie - Harry (Afl., The Accident Con, 1972)
- M*A*S*H televisieserie - General Wilson Spaulding Barker (2 afl., 1972)
- The Manhunter (televisiefilm, 1972) - Carl Auscher
- Slaughterhouse-Five (1972) - Lionel Merble
- What's Up, Doc? (1972) - Harry
- Adventures of Nick Carter (televisiefilm, 1972) - Dr. Zimmerman
- Owen Marshall: Counselor at Law televisieserie - Herman Daden (Afl., The Color of Respect, 1972)
- The F.B.I.  televisieserie - Chip Tyler (2 afl., 1971)
- Hawaii Five-O televisieserie - Dr. Sam Berman (Afl., The Double Wall, 1970)
- The Guiding Light televisieserie - Dist. Atty. Ira Newton (Afl. onbekend, 1969)
- CBS Playhouse televisieserie - Timmons (Afl., Sadbird, 1969)
- The Wild Wild West televisieserie - Heisel (Afl., The Night of the Egyptian Queen, 1968)
- Ironside televisieserie - Arthur Justin (Afl., Shell Game, 1968)
- Bye Bye Braverman (1968) - Holly Levine
- Up the Down Staircase (1967) - Dr. Bestor
- Mission: Impossible televisieserie - Peter Kiri (Afl., Shock, 1967)
- The Girl from U.N.C.L.E. televisieserie - Sydney Morehouse (Afl., The Double-O-Nothing Affair, 1967)
- The Borgia Stick (televisiefilm, 1967) - Alton
- T.H.E. Cat televisieserie - William Smith (Afl., To Kill a Priest, 1966)
- Preview Tonight televisieserie - Baker (Afl., Great Bible Adventures: Seven Rich Years and Seven Lean, 1966)
- A Fine Madness (1966) - Leonard Tupperman
- Matchless (1966) - Col. Coolpepper
- Dr. Kildare televisieserie - MacAllister Thane (2 afl., 1965)
- Slattery's People televisieserie - Max Rice (Afl., Question: What's a Swan Song for a Sparrow, 1965)
- Twelve O'Clock High televisieserie - Sgt. Aaronson (Afl., Faith Hope and Sgt. Aaronson, 1965)
- Bob Hope Presents the Chrysler Theatre televisieserie - Larry Gorman (Afl., Exit from a Plane in Flight, 1965)
- Barnaby (televisiefilm, 1965) - W.C. Fields
- New York Television Theatre televisieserie - Rol onbekend (Afl., Whisper Into My Good Ear, 1965)
- The Patty Duke Show televisieserie - Gilbert Tugwell (Afl., Block That Statue, 1964)
- Fail-Safe (1964) - Congressman Raskob
- Les Félins (1964) - Harry
- Black Like Me (1964) - Dr. Jackson
- The Great Adventure televisieserie - E.W. Ross (Afl., Escape, 1964)
- Children's Theatre televisieserie - Sheriff of Nottingham (Afl., Robin Hood, 1964)
- Gone Are the Days! (1963) - Ol' Cap', Stonewall Jackson Cotchipee
- The DuPont Show of the Week televisieserie - Jake Resnick (Afl., The Legend of Lylah Clare, 1963)
- Dr. Kildare televisieserie - Julius (Afl., What's God to Julius, 1963)
- Naked City televisieserie - Fentus (Afl., Beyond These Place There Be Dragons, 1963)
- Naked City televisieserie - Rol onbekend (Afl., A Horse Has a Big Head—Let Him Worry!, 1962)
- The Nurses televisieserie - Adler (Afl., A Private Room, 1962)
- Naked City televisieserie - Mr. Hawk (Afl., The Face of the Enemy, 1962)
- Route 66 televisieserie - Sam Frazier (Afl., Voices at the End of the Line, 1962)
- The Defenders televisieserie - Prosecutor (Afl., Blood County, 1962)
- Car 54, Where Are You? televisieserie - Rol onbekend (Afl., How High Is Up?, 1962)
- Hallmark Hall of Fame televisieserie - James (Afl., Victoria Regina, 1961)
- Naked City televisieserie - Salvatore (Afl., A Corpse Ran Down Mulberry Street, 1961)
- Naked City televisieserie - Uncle George (Afl., The Day It Rained Mink, 1961)
- The Million Dollar Incident (televisiefilm, 1961) - Press agent
- Play of the Week televisieserie - Hugo (Afl., The Iceman Cometh: Part 1 & 2, 1960)
- The Iceman Cometh (televisiefilm, 1960) - Hugo
- Brenner televisieserie - Rol onbekend (Afl., The Bluff, 1959)
- Producer's Showcase televisieserie - Rol onbekend (Afl., Mayerling, 1957)
- Look Up and Live televisieserie - Tobit (Afl., Tobias and the Angel: Part 3)
- Look Up and Live televisieserie - Torte (Afl., Utopia, Ltd.)

- Biblioteca Nacional de España: XX1549109
- Bibliothèque nationale de France: cb13942394f (data)
- Gemeinsame Normdatei: 1218038578
- International Standard Name Identifier: 0000 0000 5937 1878
- Library of Congress Control Number: no98011347
- MusicBrainz: 68cf3d6b-65df-4ca1-a3ca-7dceb5b0f5cd
- Nationale Bibliotheek van Israël: 987007439859505171
- Virtual International Authority File: 44489806
- WorldCat: E39PBJqFHyG9cF3wjr8b4cbWXd